# Walbeck, Börde
Walbeck là một municipality in the Börde huyện of Sachsen-Anhalt, nước Đức. Đô thị Walbeck, Börde có diện tích 14,61 km², dân số thời điểm ngày 31 tháng 12 năm 2006 là 775 người. 

## Nhân vật nổi bật
- Ulrich Mühe (1953–2007), diễn viên Đức, qua đời tại Walbeck